# ベニン共和国

ベニン共和国
Republic of Benin

国の標語: Unity and Strength
ナイジェリア内のベニン共和国の位置

ベニン共和国（ベニンきょうわこく、Republic of Benin）は、ナイジェリア中西部州に作られた、ビアフラ共和国による傀儡国家。1967年9月19日から翌20日まで存在していた短命政権。国名はかつてのベニン王国及び首都ベニンシティに由来するものであり、旧フランス植民地のダホメ共和国が改名したベナンとは別物である。

## 経緯
ビアフラ戦争中の1967年8月、ラゴスへ向かうビアフラ軍により中西部州は占領され、中西部のイボ族軍医官アルバート・オコンクォがオジュクによりビアフラ軍事行政官に据えられた（1967年8月17日 - 1967年9月19日）。ナイジェリア軍が中西部州を奪回する間際、1967年9月19日7:00になってベニン共和国は一方的に独立を宣言、オコンクォも総督に就任した。
共和国はわずか1日しか続かなかった。早くも翌9月20日、ナイジェリア軍は中西部州を完全に取り戻した。この国は「宗主国」であったビアフラにすら承認されなかった（存在期間が短すぎたため）。官僚の多くはイボ族民間人と共に敗走するビアフラ軍に続いてニジェール川を渡った。